# NGC 156
NGC 156 este o stea dublă situată în constelația Balena. A fost descoperită în anul 1882 de către Wilhelm Tempel.